# Prix Lynch-Staunton
Pour les articles homonymes, voir Lynch.
Les Prix Victor-Martyn-Lynch-Staunton sont décernés annuellement à des artistes canadiens à mi-carrière dont les réalisations ont été exceptionnelles. Ils sont décernés dans les disciplines de la danse, de l'interdisciplinarité, des arts médiatiques, de la musique, du théâtre, des arts visuels et des lettres et édition.
Le Fonds Victor-Martyn-Lynch-Staunton provient d'un généreux legs fait au conseil des Arts, en 1967, par feu Victor Martyn.

## Années 1970
| 1971 - Micheline Beauchemin (tisserande) - Bruno Bobak (peintre) - Charles Daudelin (artiste visuel) - Reginald Holmes (peintre) - John Meredith (artiste visuel) | 1972 - Marcel Barbeau (peintre et sculpteur) - Ronald Bloore (artiste visuel) - Joyce Wieland (artiste visuelle) | 1973 - Jack Chambers (peintre) - Roy Kiyooka (artiste visuel) - Guido Molinari (peintre) |

| 1974 - Gershon Iskowitz (peintre) - Bruce Mather (compositeur) - Claude Tousignant (peintre) - John Weinzweig (compositeur) | 1975 - Graham Coughtry (peintre) - Roger Matton (compositeur) - Walter Redinger (sculpteur) - R. Murray Schafer (compositeur) | 1976 - Micheline Coulombe (compositeur) - Mireille Lagacé (organiste et claveciniste) - Jean McEwen (peintre) - David Rabinowitch (sculpteur) |

| 1977 - Norma Beecroft (musicienne) - Murray Favro (sculpteur) - Fernand Leduc (peintre) - Mark Prent (sculpteur) | 1978 - Iain Baxter (peintre) - Jacques Hétu (compositeur) - Claude Jutra (cinéaste) | 1979 - Patricia Beatty (chorégraphe) - Ronald Martin (peintre) - Henry Saxe (sculpteur) |

## Années 1980
| 1980 - Raffi Armenian (chef d'orchestre) - Douglas Bentham (sculpteur) - Gilles Tremblay (compositeur) | 1981 - Vera Frenkel (artiste de vidéo et de performance) - Betty Goodwin (sculptrice) - Edward Turner (facteur de clavecins) | 1982 - Louis de Niverville (peintre) - Maryvonne Kendergi (compositeur) - Sam Tata (photographe) | 1983 - Tom Graff (artiste visuel) - June Leaf (peintre) - Françoise Sullivan (artiste visuelle) - Gabriel Charpentier (compositeur) |

| 1984 - Stephen Cruise (sculpteur) - Jacqueline Fry (critique et conservateur) - Harry Freedman (compositeur) - Arnaud Maggs (photographe) | 1985 - Joseph Fafard (sculpteur) - Royden Rabinowitch (sculpteur) - Pauline Vaillancourt (soprano) | 1986 - Yves Cousineau (historien et professeur de danse) - Evergon (photographe) - Harlan House (artiste et artisan) - Ronald Moppett (peintre) - Elke Town (critique et conservateur d'art) - Shirley Wiitasalo (peintre) |

| 1987 - Paterson Ewen (peintre) - John Greer (sculpteur) - Ann Kipling (peintre) - Gilles Mihalcean (sculpteur) | 1988 - Jocelyne Alloucherie (sculptrice) - Norma Beecroft (compositeur de musique classique) - Liz Magor (sculptrice) | 1989 - Irene Whittome (artiste visuelle) - Peter Paul Koprowski (compositeur) |

## Années 1990
| 1990 - Lynne Cohen (photographe) - Rivka Golani (altiste) - Michael A. Fernandes (artiste visuel) | 1991 - Geoffrey James (photographe) - Robert McConnell (musicien de jazz) - Joey Morgan (artiste visuel) | 1992 - Eric Cameron (peintre) - Jacques Hurtubise (peintre) - Victor Vogel (Musicien de jazz) | 1993 - Denis Gougeon (musicien) - Jana Sterbak (artiste visuelle - installations et sculpture) - Jeffrey Wall (photographe) |

| 1994 - Geneviève Cadieux (artiste visuelle - installations photographiques) - Robin Collyer (photographe et sculpteur) - Alexina Louie (compositeur) | 1995 - Mowry Baden (sculpteur) - John Burke (en) (compositeur) - Roland Poulin (sculpteur) | 1996 - Christian Calon (compositeur) - Melvin Charney (architecte) - John Oswald (compositeur et musicien) - Jaan Poldaas (peintre) |

| 1997 - Almeta Speaks (musicien) - Francis Dhomont (musicien) - Evan Grant Penny (arts visuels) | 1998 - Judith Schwarz (sculpteur) - Edward Poitras (sculpteur) - Harry Freedman (compositeur) | 1999 - Robert Murray McConnell (musicien, compositeur) - Paul Dolden (musicien) |

## Années 2000
| 2000 - Nobuo Kubota (artiste visuel - installations et sculpture) - Eric Metclafe (peintre, sculpture, installations) - Sergio Barroso (compositeur et musicien) | 2001 - René Lussier (compositeur) - Rodney Sharman (compositeur) - COZIC (collectif d'artistes) (artiste visuel) | 2002 - Ian Carr-Harris (artiste visuel - sculpture) - John Wyre (compositeur) - Francine Larivée (artiste visuel - installations) |

| 2003 - Rosalie Favell (artiste visuel - photographe) - Alcides Lanza (compositeur et musicien) - Jean Bernard Beaudet (musicien de jazz) | 2005 - Rebecca Belmore - Arts médiatiques - Rae Bowhay - Danse - Lois Brown - Théâtre - Lynn Coady - Lettres et édition - Jean-Pierre Gauthier - Arts visuels - Irene Loughlin - Inter-arts - Jane Siberry - Musique | 2006 - Robin Brass ― arts interdisciplinaires - Pascale Ferland ― arts médiatiques - Peter Knudtson ― lettres - Santee Smith ― danse - Brad Turner ― musique - Larry Tremblay ― théâtre - Ron Terada ― arts visuels |

| 2007 - Chanti Wadge ― danse - Daniel Barrow - Inter-arts - Zoe Leigh Hopkins ― arts médiatiques - Teresa Doyle - Musique - Ahdri Zhina Mandiela ― théâtre - BGL (collectif d'artistes) ― arts visuels - Jocelyn Boisvert - Lettres et édition | 2008 - Susanna Hood ― danse - Diane Borsado - Inter-arts - Shandi Mitchell ― arts médiatiques - Michael Oesterle - Musique - Linda Brunelle ― théâtre - Geoffrey Farmer ― arts visuels - Marlene Cookshaw ― Lettres et édition | 2009 - Jackson 2bears ― arts médiatiques - Adad Hannah - arts visuels - André Girard - Lettres et édition - Tammy Forsythe - danse - Kirk MacDonald ― musique - Drew H. Taylor ― théâtre - 2boys.tv (collectif d'artistes) ― Inter-arts |

## Années 2010
| 2010 - Kristen Fahrig - Inter-arts - Samer Najari ― arts médiatiques - Philippe Gaulin - Lettres et édition - Tricia Middleton ― arts visuels - Dominick Parenteau-Leboeuf ― théâtre - Analia Lludgar ― musique - Randy Joint ― danse | 2011 - Nadine Sures - Inter-arts - Diane Morin ― arts médiatiques - Duncan Thornton - Lettres et édition - Osvaldo Jose Ramirez Castillo ― arts visuels - Naomi Campbell ― théâtre - Paul Steenhuisen ― musique - Yvonne Chartrand ― danse | 2012 - Manon DePauw - Inter-arts - Graeme Patterson ― arts médiatiques - Sylvia Legris - Lettres et édition - Valérie Blass ― arts visuels - Denis Lavalou ― théâtre - Brian Current ― musique - Nova Bhattacharya ― danse |

| 2013 - Lindsay McIntyre ― arts médiatiques - Trevor Cole - Lettres et édition - Benjamin Wendel ― musique - Donna-Michelle St.Bernard ― théâtre - Julie Desrosiers - Inter-arts - Sandra Laronde ― danse - Reece Terris ― arts visuels | 2014 - Olivier Choinière ― théâtre - Martin Messier ― arts médiatiques - Kevin Anthony Ormsby ― danse - André Ristic ― musique - Alain Veilleux - Inter-arts - Hajra Waheed ― arts visuels - Robert Anthony Wright― Lettres et édition | 2015 - Judd Palmer ― théâtre - Myriam Yates ― arts médiatiques - Ame Henderson ― danse - John Lorsud ― musique - M. Nourbe Philip - Inter-arts - Mathieu Latulippe ― arts visuels - Herve Desbois ― Lettres et édition |

| 2016 - Félix Beaulieu-Duchesneau ― théâtre - Duane Linklater ― arts médiatiques - Louise Moyes ― danse - Chloe Charles ― musique - Stephen Thompson - Inter-arts - Cedric Bomford ― arts visuels - Karen Solie ― Lettres et édition | 2017 - Marcus Youssef ― théâtre - Amanda Strong ― arts médiatiques - Vladimir 7Starr Laurore ― danse - Kevin Lau ― musique - Bruno Bouchard - Inter-arts - Kevin Schmidt ― arts visuels - Yara El-Ghadban ― Lettres et édition |